# Groene Engel

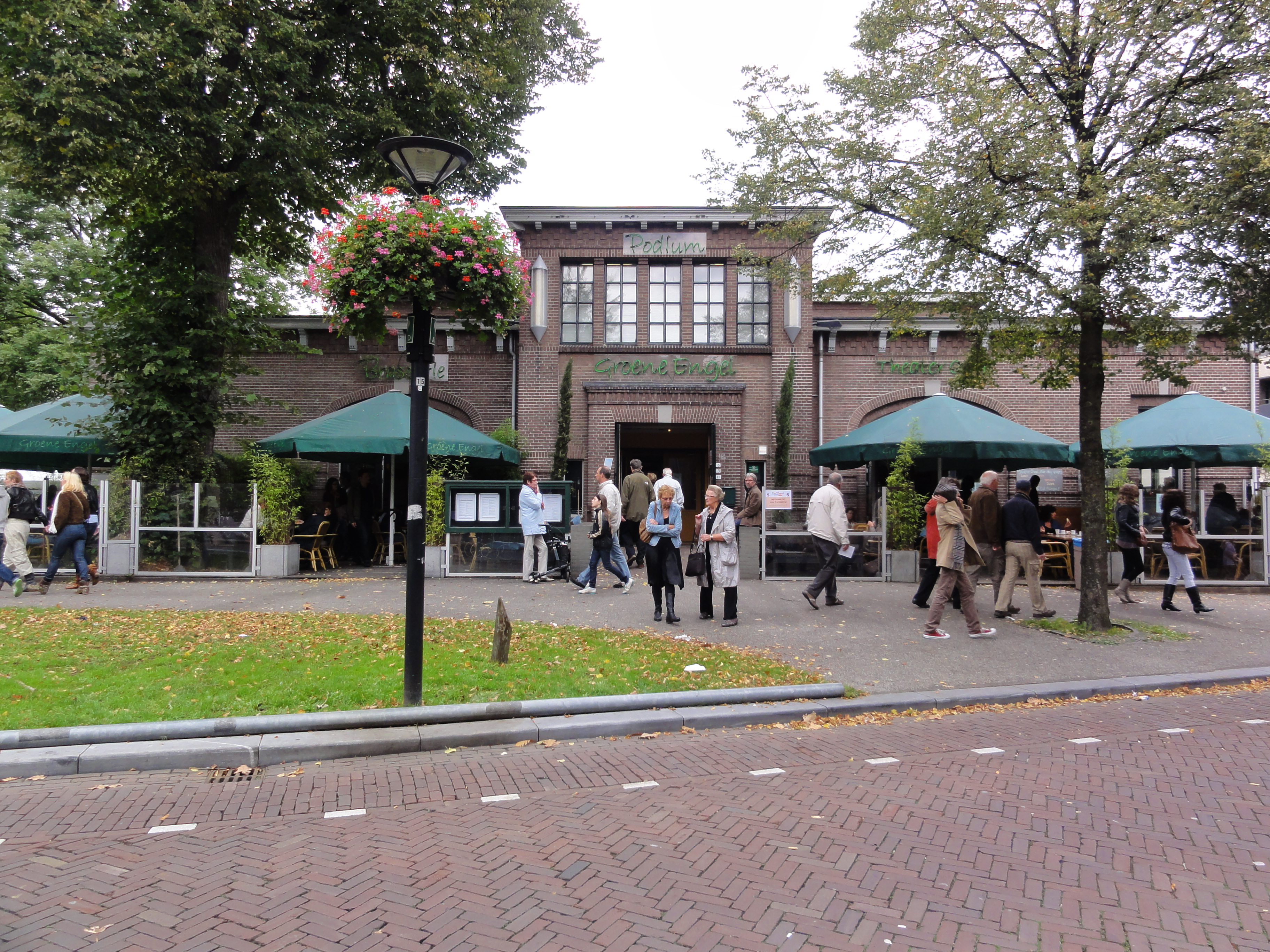
Oss Rijksmonument 516599 Kruisstraat 15 oude Jurgensfabriek, nu cultureel centrum

Groene Engel is een cultuurpodium in Oss, geopend in 1999, bestaande uit een zaal en een café. Groene Engel kan geschaard worden onder de poppodia. Naast popconcerten vormen echter ook film, theater, politiek en beeldende kunst een substantieel onderdeel van het aanbod. Het aanbod is daarmee een stuk breder dan de lading die door de term poppodium wordt afgedekt, vandaar dat Groene Engel sinds jaar en dag de term cultuurpodium gebruikt.

## Voorzieningen
Groene Engel is gevestigd in een oud gebouw dat van origine diende als hoofdkantoor van de margarinefabriek van Anton Jurgens. Het art-decotegelmozaïek in de hal herinnert daar nog aan. Later werd het gebouw onderdeel van het Philips-kantoor in Oss. Het gebouw is uiteraard stevig verbouwd voor het als cultuurpodium in gebruik kon worden genomen.
In 2003 vond in de zaal van Groene Engel opnieuw een flinke verbouwing plaats om een aantal verbeteringen door te voeren. Zo kwamen er een beter podium, meer opslagruimte voor kisten en dranghekken. Bovendien werd aan het plafond een systeem van loopbruggen bevestigd, waardoor werkzaamheden als het vervangen en richten van theaterlicht (uitlichten) makkelijker en veiliger kunnen worden gedaan. Het 'plafond' boven het podium is bovendien in zijn geheel naar beneden te halen waardoor het gehele lichtplan boven het podium veranderd kan worden zonder het gebruik van ladders.
De zaal biedt plaats aan zo'n 600 man (staanplaatsen) en wordt onder andere gebruikt voor concerten, film en theater en het politiek café. Bij film en theater wordt er gebruikgemaakt van de tribune met zo'n 120 zitplaatsen. Het café is 365 dagen per jaar vrij toegankelijk en wordt onder andere gebruikt voor jamsessies in samenwerking met het Popcollectief, maandexposities van kunstenaars (vooral schilderkunst en fotografie), kleine concerten en recepties.

## Programma van activiteiten
In Groene Engel wordt een breed scala van culturele activiteiten georganiseerd op het gebied van muziek, film, theater, beeldende kunst, en politiek:
- Popconcerten (onder andere rock, blues, jazz, singer/songwriter, metal, hiphop, folk)
- Dance-feesten (hedendaagse stromingen zoals techno, house en minimal, maar bijvoorbeeld ook avonden met 80's dance classics)
- Filmvoorstellingen (vooral filmhuis- (arthouse), cultuurfilms en wereldfilms)
- Theater, cabaret, kindertheater en stand-upcomedy
- Jamsessies (iedereen die een instrument kan bespelen en zich vooraf aanmeldt kan muziek komen maken)
- Politiek café "Zout": het maandelijkse politieke discussiecafé waarbij discussies, interviews en columns worden afgewisseld met muziek.
- Wisselexposities: in het café worden telkens een maand lang de kunstwerken van een lokale of regionale kunstenaar geëxposeerd. Hierbij gaat het meestal om schilderkunst en fotografie. Zo nu en dan zijn ook werken van middelbare scholieren en schilder- en fotografiecursisten te zien.
- Jazz-, Blues- en Folkcafé: in het café worden ook elke maand deze themaconcerten georganiseerd waarbij één of enkele bands in de intieme setting van het café optreden.

In alle onderdelen van het programma van Groene Engel is een speciale plaats weggelegd voor beginnende artiesten, onbekend talent en culturele activiteiten die elders geen plaats hebben. Zo is er binnen de filmprogrammering vooral plaats voor kleinere cultuurfilms en "buitenlandse" films (dat wil zeggen niet-Hollywood). En zo richt de concertprogrammering zich sterk op minder bekende of regionale bands, afgewisseld met af en toe een grote naam. Ook met het organiseren van dancefeesten werd echter een leegte in het huidige culturele aanbod in Oss opgevuld.
Enkele namen die Groene Engel in het verleden hebben aangedaan:
- After Forever
- Beef
- Bettie Serveert
- Brainpower
- De Dijk
- De Heideroosjes
- DI-RECT
- IOS
- Inferum
- Kane
- Osdorp Posse
- Paradise Lost
- Racoon
- Shane McGowan
- Solomon Burke
- The Gathering
- Trijntje Oosterhuis
- Venice
- Vive La Fête
- Wishbone Ash
- Zuco 103
- The Opposites
- Shantel

## Organisatie
Het grootste gedeelte van de betaalde werknemers houdt zich bezig met de horeca (café en de bardiensten in de zaal). Voor de culturele activiteiten is Groene Engel, naast een klein aantal betaalde krachten in de organisatie, sterk afhankelijk van vrijwilligers (zo'n 90 mensen). Deze zijn verantwoordelijk voor een groot aantal uiteenlopende taken zoals het verzorgen van licht- en geluidtechniek, garderobe, kaartcontrole, backstagebegeleiding van artiesten, het organiseren van de kleinere Blues- Jazz- en Folk-optredens in het café, en het rondbrengen van programmaposters en -flyers.
Groene Engel werkt samen met Theater De Lievekamp, het Popkollektief (oefenruimte en begeleiding van beginnende bands) en Muzelinck (centrum voor de kunsten, onder andere muziekschool en theaterschool). 